# 乌萨赛
乌萨赛（義大利語：Ussassai），是意大利撒丁大区努奥罗省的一个市镇。总面积47.3平方公里，人口635人，人口密度13.4人/平方公里（2009年）。ISTAT代码为105022。